# Búcsúszentlászló
Búcsúszentlászló (2004 előtt Bucsuszentlászló) község Zala vármegyében, a Zalaegerszegi járásban, a Zalai-dombságban, az Egerszeg–Letenyei-dombság területén. 154 hektáros kiterjedésével a vármegye második legkisebb közigazgatási területű települése.

## Fekvése
Zala vármegyében, Zalaegerszegtől 10 kilométerre délkeletre fekszik, a Szévíz patak észak-déli irányú völgyében. Főutcája a Pölöske-Alsónemesapáti között húzódó 7363-as út. Utóbbiból itt ágazik ki kelet felé, a település központjában a 73 227-es út Nemessándorháza, a község déli szélén pedig a 73 228-as út Nemesszentandrás felé.
A településen áthalad a Szombathely–Nagykanizsa-vasútvonal, amelynek állomása is van itt, Búcsúszentlászló vasútállomás a 73 227-es út mellett található.

## Története
A település nevét 1270-ben említették először az írásos forrásokban Scent Laduzlo néven, mint a pölöskei vár tartozékát. Plébániatemploma, mely valószínűleg a tatárjárás után épülhetett, ekkor nem szerepelt a forrásokban, de ebben az időben miután tituláris szentje az egész település névadója, már állnia kellett. Az 1333-as pápai tizedjegyzékben "Szent László egyház"-ként emlegetett templomának plébánosa Pál volt.
A hagyományok szerint maga Szent László király rendelte el egy kis kápolna építését a Boldogságos Szent Szűz tiszteletére ezen a helyen, miután csodás módon megmenekült az őt üldöző seregtől. Bár e hagyománynak konkrét történelmi bizonyítékai nincsenek, a régészet is román korinak vallja a kegykápolnát. Később ehhez az ősi kápolnához építették az impozáns barokk templomot, megőrizve ezzel a régi kápolna épületét is. A török időkben egyrészt a rejtettsége biztosította a kápolna fennmaradását, de a hívő muzulmánok is tisztelettel viseltettek Jézus szülőanyja, Mária iránt, akinek tiszteletére emelték a kápolnát. A kanizsai basáról maradt fenn egy történet arról, hogy betegsége idején, 1690 előtt egyik keresztény túszát küldte a kápolnába, hogy imádkozzon az ő gyógyulásáért. Amikor a rab ezt kényszerűségből megtette, a török basa meggyógyult. Ekkor személyesen is eljött ide, megkeresztelkedett, sőt, díszes pajzsát itt hagyta a kápolnában, adományképpen; a pajzs még 1780 körül is megvolt.
1694-ben ferences szerzetesek érkeztek ide, Széchenyi Pál veszprémi püspök bízta rájuk az addigra már közismertté vált zarándokhelyet, amelyet a nép Szentlászlónak nevezett. A püspök megbízólevelében számos csodát is említett, amelyek Szűz Mária közbenjárására történtek. Ettől kezdve híres búcsújáró hely lett; a hívő emberek mind a nagyobb Mária-ünnepeken, mind pedig Szent László király ünnepén nagy számban érkeztek a kegyhelyre, ahol a ferences barátok fogadták őket.
Búcsúszentlászlónak 1910-ben 509 lakosa volt, melyből 505 magyar nemzetiségű volt. 509 lakosából 482 római katolikus, 9 református, 17 pedig izraelita volt. Az 1910-es népszámláláskor a település Zala vármegye Pacsai járásához tartozott.

## Közélete

### Polgármesterei
- 1990–1994: Józsa Tibor (független)[5]
- 1994–1998: Józsa Tibor (független)[6]
- 1998–2002: Ferkóczáné Szalai Zsuzsanna (független)[7]
- 2002–2006: Kocsis Éva (független)[8]
- 2006–2010: Molnár Gyula (független)[9]
- 2010–2014: Molnár Gyula (független)[10]
- 2014–2019: Molnár Gyula (független)[11]
- 2019–2024: Molnár Gyula (független)[12]
- 2024– : Molnár Gyula (független)[1]

A településen polgárőrség működik.

## Látnivalók
Fő nevezetessége az Arany János utcában álló római katolikus kápolna és templom az épületegyüttes mellett fakadó forrással, aminek csodatévő erőt tulajdonítanak, ezért zarándokhely. Helyrajzi száma: 306, műemlékvédelmi (KÖH) törzsszáma 6418. A templom mögötti, úgynevezett Szentkút Szent László tiszteletének helye. A templom két kegyhelye:
- Fogolykiváltó Boldogasszony;
- Szent László király.

Az 1736-ban épült egykori ferences kolostor ugyancsak az Arany János utcában (15–17.) áll; ma szociális otthon. Helyrajzi száma: 305. Műemlékvédelmi törzsszáma: 6419.
A kegytemplom fölött emelkedő dombot koronázó Kálvária-kápolna, körülötte a keresztúti stációkkal (18. század második fele) ugyancsak műemlék; törzsszáma 6420).

## A falu ismertebb szülöttei
- Bödőcs Tibor, a Rádiókabaré és a Showder Klub Karinthy-gyűrűs humoristája.
- Dr. Szabó János, a Montreali Egyetem anatómiaprofesszora.
- Dr. Szabó Lajos, a Marx Károly Közgazdaságtudományi Egyetem egykori tanszékvezetője.
- Nagy Edi (NAGYEDi, Nagy Edi Project), énekes, zenész, zeneszerző, szövegíró.
- Guttmann Béla[14] (1872-1911), a bécsi liptóvárosi nagy zsinagóga(wd) főkántora

## Népesség
A település népességének változása:
| Lakosok száma | 811  | 815  | 795  | 738  | 714  | 726  | 721  |
|               | 2013 | 2014 | 2015 | 2021 | 2022 | 2023 | 2024 |

A 2011-es népszámlálás idején a nemzetiségi megoszlás a következő volt: magyar 98,4%, cigány 0,54%, német 0,68%. A lakosok 73,4%-a római katolikusnak, 1,9% reformátusnak, 0,7% evangélikusnak, 2,2% felekezeten kívülinek vallotta magát (21,3% nem nyilatkozott).
2022-ben a lakosság 92,9%-a vallotta magát magyarnak, 1% németnek, 0,8% cigánynak, 0,3% románnak, 0,1% horvátnak, 0,1% lengyelnek, 1,5% egyéb, nem hazai nemzetiségűnek (7,5% nem nyilatkozott; a kettős identitások miatt a végösszeg nagyobb lehet 100%-nál). Vallásuk szerint 53,5% volt római katolikus, 2,2% református, 0,3% evangélikus, 0,1% izraelita, 0,7% egyéb keresztény, 1,1% egyéb katolikus, 2,7% felekezeten kívüli (39,2% nem válaszolt).

## Képek

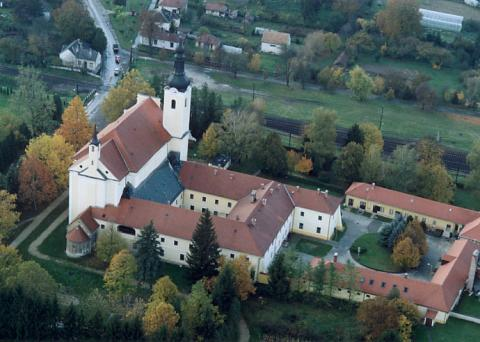
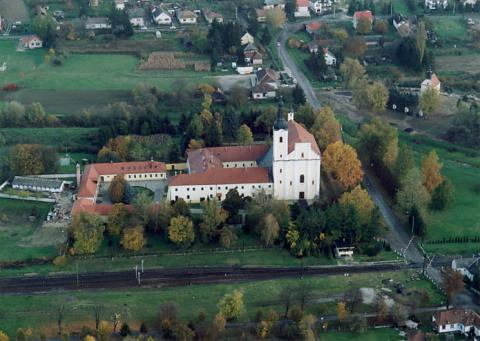
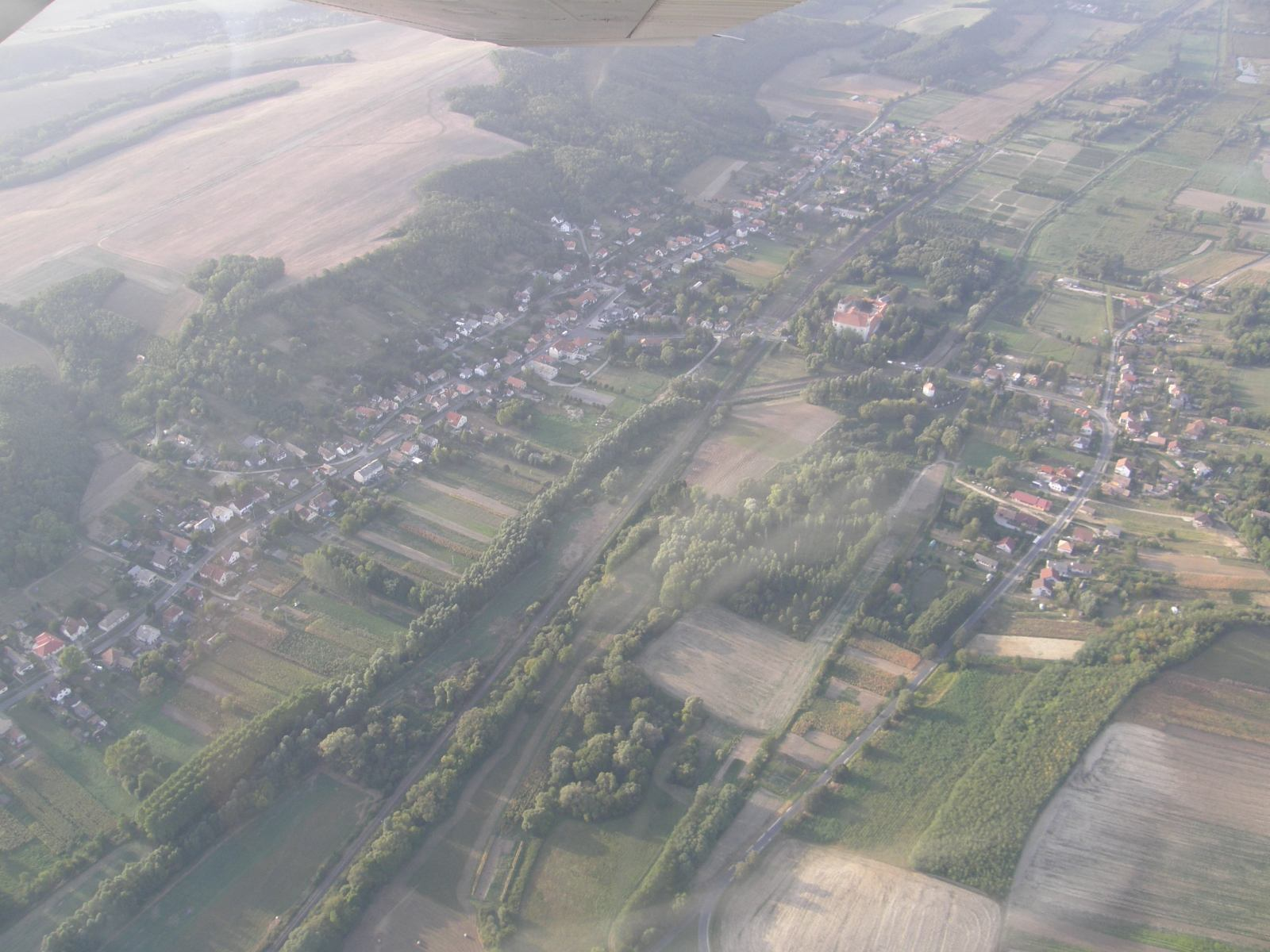